# Planeta FM (Katowice)
Radio Planeta 95,1 FM (2002—2013) / Radio SBB Rodło Bytom (1993—2002) – tematyczna rozgłośnia radiowa, nadającą głównie elektroniczną muzykę taneczną, należała do sieci Planeta FM. Stacja emitowała swój program w Katowicach na częstotliwości 95,1 MHz. Częściowo był on retransmitowany także przez „bliźniacze” rozgłośnie w Bielsku-Białej na 87,9 MHz (Planeta FM Bielsko-Biała, wcześniej: Radio Delta), Krakowie na 101,3 MHz (Planeta FM Kraków, wcześniej: Radio Flash Kraków a następnie Nowe Radio 101,3 FM) oraz w Opolu na 106,2 MHz (Planeta FM Opole).

## Historia
Pierwotnie Radio SBB Rodło Bytom — pod taką nazwą powstało w 1993 roku, a pierwotną częstotliwością było 70,60 MHz z zasięgiem regionalnym obejmującym okolice Bytomia. Pierwszą siedzibą radia było mieszkanie przy ul. Wrocławskiej 12 w Bytomiu. Jedną z następnych „biurowiec” – ul. Mickiewicza 68.
Po kilkunastu miesiącach stacja przeniosła się na ul. Oświęcimską 29. Dyrektorem radia został Jan Skalski — główny założyciel. Nazwa stacji Rodło nawiązywała do tradycji przedwojennej harcerskiej organizacji Rodło. W marcu 1995 roku stacja otrzymała koncesje na nadawanie na częstotliwości 95,1 MHz. Zasięg radia został zwiększony i można było usłyszeć je nawet w miastach oddalonych o 20–30 km. Od 1995 do 1996 roku na antenie radia pojawiało się szczególnie dużo muzyki rockowej.
W październiku 1997 roku radio Mega FM rozpoczęła współpracę z Radiem SBB Rodło z Bytomia efektem której przez dwa lata, do 1999 roku, na częstotliwości Radia Rodło w godzinach od 17:30 do 7:00 transmitowany był program radia Mega FM.  
Pierwotnie radio nadawało muzykę i audycje tematyczne dla szerokiego kręgu odbiorców w bardzo szerokim przedziale wiekowym. Można było znaleźć programy autorskie dla koneserów jazzu – autor Tomasz Koperwas, muzyki poważnej – Danuta Skalska, a także muzyki alternatywnej – Tomasz Barański i metalowej "6x666" – Mariusz Osak. W tym czasie obsada radia, w szczególności Beata Gargul promowała muzykę taneczną z nurtu dance oraz techno. W soboty od 17:00 do 18:30 na antenie pojawiała się Lista przebojów muzyki dance. Nie było to zresztą jedyne podsumowanie głosów słuchaczy, na antenie rozgłośni funkcjonowały bowiem oprócz „Listy przebojów muzyki dance”: „Polska lista przebojów”, „Zagraniczna lista przebojów”, oraz „Metalowa lista audycji 6x666” pod nazwą "Metale Nierdzewne".
W 2000 roku dyrektorem programowym zostaje Jacek Pluta. Następnym etapem była zmiana siedziby oraz właściciela. Po przejęciu przez nowego właściciela nowym miejscem nadawania stał się budynek Radia Flash w Katowicach. W tym czasie ze stacji z dniem 1 grudnia 2000 roku odeszła Beata Gargul, a jakiś czas później Łukasz Tymków. Na antenie pojawiły się nowi prezenterzy Grzegorz Sobik z DJ's Team i DJ Shlonex pracujący wcześniej w Mega FM.
Za zmianami poszła również próba znalezienia współcześnie brzmiącej nazwy, lepiej oddającej jej charakter programowy. Jedną z czołowych propozycji była nazwa Flash Dance. Nazwa Planeta pojawiła się dokładnie 1 lutego 2002 roku, kiedy udziałowcem został Ad.point.
W lutym 2002 roku KRRiT w momencie wydawania nowej koncesji, zezwalającej na kolejne siedem lat nadawania, wyraziła zgodę na zmianę nazwy stacji na Planeta. Wraz z nazwą zmienił się również image stacji. Kolory pomarańczowy i niebieski, charakterystyczne dla znaku firmowego radia stały się jej kolorami firmowymi. Ramówka stacji skierowała się z nurtów techno w stronę trendów muzyki tanecznej. Pojawiły się kolejne nowe głosy, a wśród nich Tomasz Śliwiński, który już po krótkim czasie stał się najbardziej reprezentatywnym prezenterem stacji. Dominika Sygiet-Seńczyszyn – najbardziej wyrazisty kobiecy głos jaki gościł na antenie Planety, prezenter która wyprowadziła w badaniach słuchalności popołudniowe pasmo najwyżej w historii stacji. Sebastian Zieliński – prezenter nieistniejącego już, krakowskiego oddziału a następnie współtwórca kieleckiej Planety. W 2005 roku, rozgłośnia razem z partnerskim Radiem Flash kolejny raz zmienia siedzibę. Tym razem było to XI piętro wieży „B” Stalexportu na ul. Mickiewicza 29.
W nocy z 29 na 30 czerwca 2013 roku rozgłośnia została zastąpiona na częstotliwości 95,1 MHz przez Radio Zet Gold tym samym zakańczając definitywnie nadawanie.